# Koorete jezik
Koorete jezik (amaarro, amarro, badittu, koore, koyra, kwera, nuna; ISO 639-3: kqy), omotski jezik podskupine istočnih ometo jezika, kojim govori 104 000 ljudi u planinama Amaro, istočno i južno od jezera Abaya u Etiopiji, kao i istočno od jezera Chamo. 
Njime osim etničke grupe Koorete ili Badittu govori i oko 60 obitelji naroda Harro u istoimenom selu na otoku Gidicho u jezeru Abaya.

## Vanjske poveznice
- Ethnologue (14th)
- Ethnologue (15th)